# Neuraeschna maxima
Neuraeschna maxima är en trollsländeart som beskrevs av Belle 1989. Neuraeschna maxima ingår i släktet Neuraeschna och familjen mosaiktrollsländor. Inga underarter finns listade i Catalogue of Life.